# Kröpeliner-Tor-Vorstadt

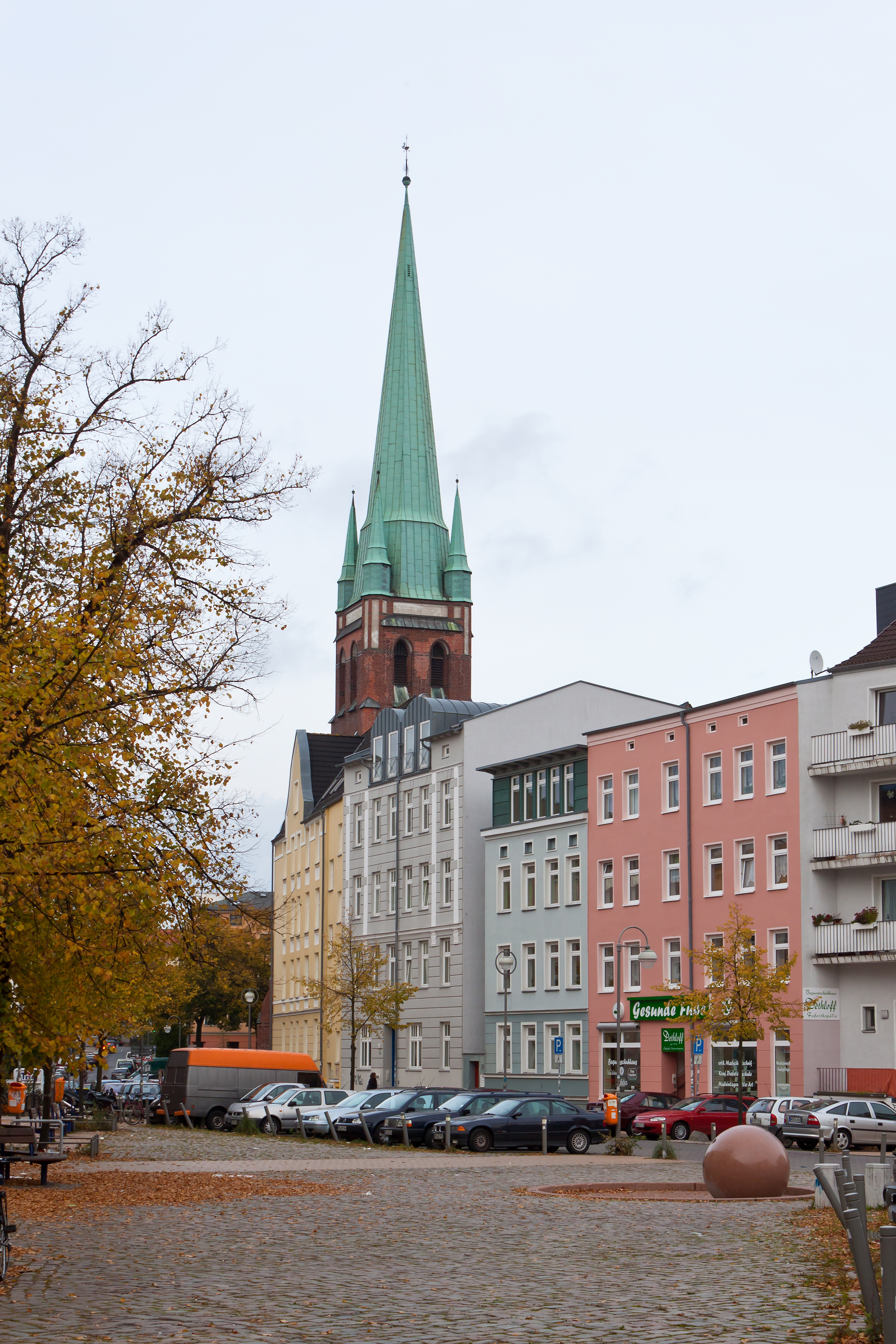
Margaretenplatz: Typischer studentischer Treffpunkt; Heiligen-Geist-Kirche im Hintergrund

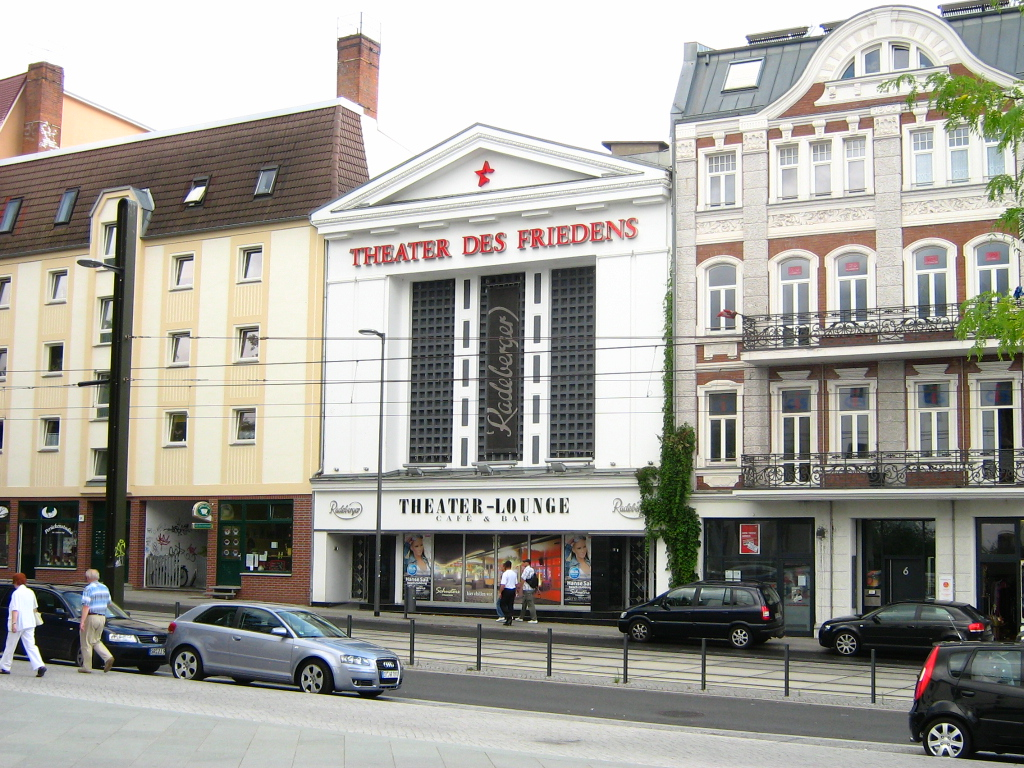
1929 entstand das Palast-Theater in der Doberaner Straße. Am 8. Mai 1953 als Kino Theater des Friedens mit 600 Plätzen wiedereröffnet, wird das Haus heute als Club mit Bar geführt.

Die Kröpeliner-Tor-Vorstadt (KTV) ist ein Ortsteil von Rostock mit mehr als 19.000 Einwohnern. Sie liegt westlich des mittelalterlichen Stadtkerns südlich der Unterwarnow. Ihren Namen verdankt sie dem Kröpeliner Tor, dem westlichen Haupttor des alten Rostock. Ursprünglich war die Kröpeliner-Tor-Vorstadt ein gründerzeitliches Wohngebiet vor allem für Arbeiter und wurde überwiegend in Blockrandbebauung errichtet.
Die KTV ist heute stark durch ihre jungen Bewohner geprägt, vor allem durch Studierende. Es gibt hier eine Vielzahl  an Kneipen, Bars, Cafés und Restaurants. Das belebte Szeneviertel wird mitunter auch, in Anlehnung an die Großstadtviertel in Berlin oder Hamburg, als Kiez bezeichnet. 
Südlich der namensgebenden  Ulmenstraße befindet sich der  Ulmencampus der Universität Rostock. Das Gebiet des Campus ist das ehemalige Kasernengelände des Großherzoglich Mecklenburgischen Füsilierregiments Nr. 90. Es wurde auch von Reichswehr, Wehrmacht, Sowjetarmee und der Grenzbrigade Küste der Grenztruppen der DDR als Kasernenanlage genutzt. Auf dem Ulmencampus werden die Geistes- und Rechtswissenschaftlichen Fakultäten der Universität angesiedelt.

## Geografie

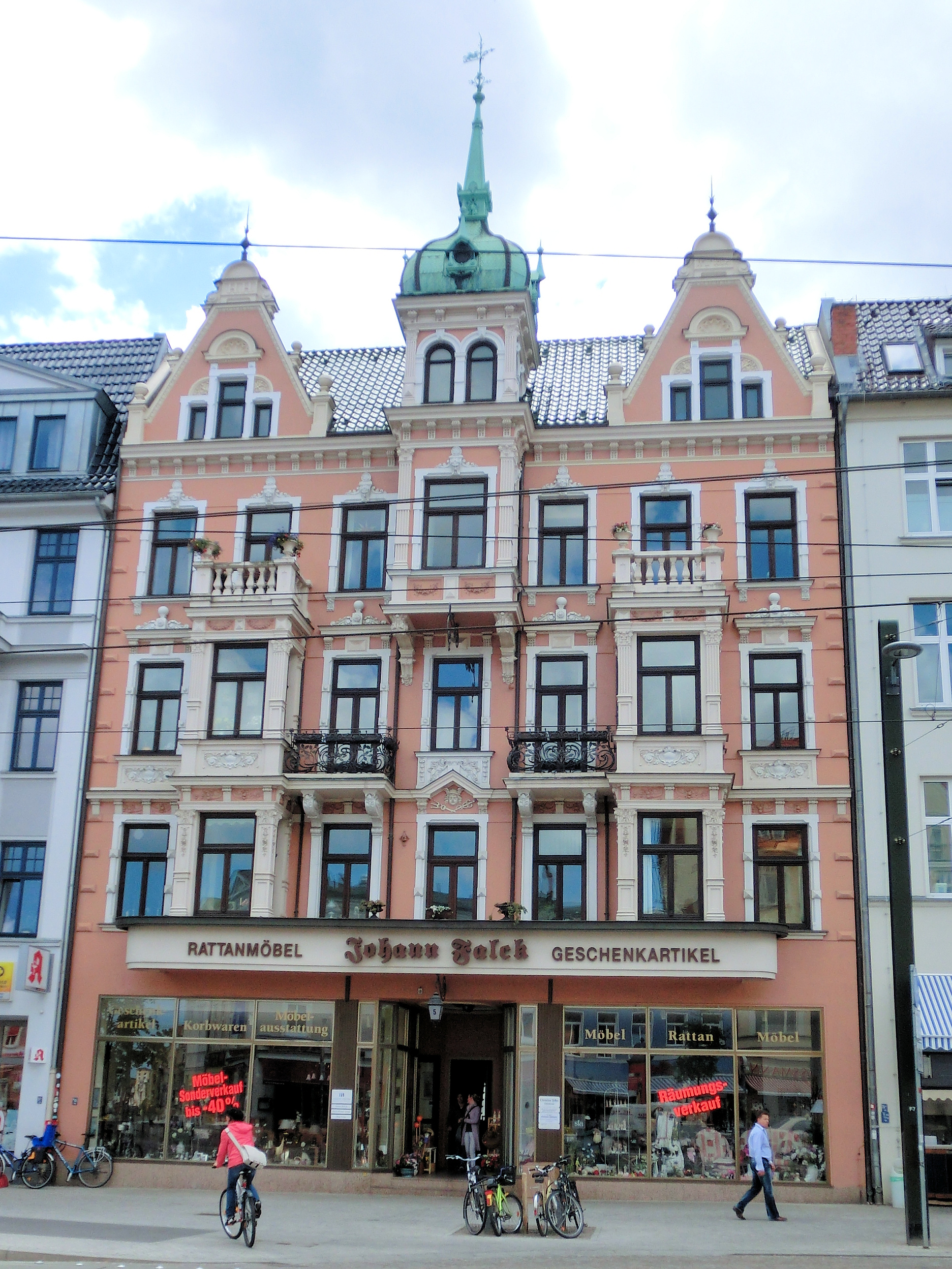
Wismarsche Straße: Geschlossene Blockrandbebauung der Gründerzeit

Das Gebiet des Ortsteils Kröpeliner-Tor-Vorstadt wird nach Norden durch die Straße Warnowufer, nach Westen und Südwesten durch die Eisenbahnstrecke Rostock Hbf–Warnemünde begrenzt. Richtung Osten reicht die KTV bis zum Beginn der ehemaligen Stadtbefestigungsanlage und zur Straße Am Vögenteich. Die eigentliche Kröpeliner-Tor-Vorstadt erstreckt sich etwa bis zur Maßmannstraße im Westen und zum Friedhofsweg im Süden. Daneben sind der Alte Friedhof (heute Lindenpark) und das Wohngebiet um Feldstraße und Bei den Polizeigärten im Süden sowie das Areal um den Thomas-Müntzer-Platz und die ehemalige Neptunwerft im Nordwesten Bestandteil des heutigen Ortsteils. Auch das Industriegebiet in Bramow zwischen Bahnstrecke und Warnow gehört dazu.

## Geschichte
Bis in die 1850er Jahre gab es westlich des Kröpeliner Tores nur einige Bauerngehöfte und die Windmühlen auf dem Doberaner Berg. Die Straßennamen Windmühlenstraße und Lohmühlenweg erinnern noch daran. Die ersten bürgerlichen Wohnhäuser waren Villen verschiedener Reederfamilien, die vor dem Tor zusammen mit großzügigen Gärten angelegt wurden. Eine erhaltene Villa ist heute Dienstsitz des Generalstaatsanwaltes von Mecklenburg-Vorpommern. Über die ausgedehntesten Gärten verfügte der Besitz der Familie Saniter. An der Doberaner Straße entstand 1878 die Brauerei von Mahn & Ohlerich. Auf dem Doberaner Berg wurden um die Wende vom 19. zum 20. Jahrhundert die Frauen-, Augen- und Hals-Nasen-Ohren-Klinik sowie der erste Botanische Garten der Universität Rostock errichtet.
Für die Arbeiter der aufstrebenden Werftindustrie (Rostocker Actiengesellschaft für Schiffs- und Maschinenbau, Schiffswerft Neptun AG) war neuer Wohnraum notwendig. So entstand im Bereich zwischen Doberaner Straße und Wismarsche Straße ein Arbeiterviertel mit Mietshäusern. Nachdem die Stadt ein Angebot der Familie Saniter, die Gartenanlagen zu einem Volksgarten umzugestalten abgelehnt hatte, wurde auch dieses Gebiet parzelliert und um die Wende vom 19. zum 20. Jahrhundert mit einfachen zwei- bis dreistöckigen Mietshäusern bebaut. Kleine Einzelhandelsgeschäfte, Handwerksbetriebe, und Eckkneipen gehörten (und gehören) ebenfalls zum Ortsteil.
Die Verbindung des Stadtzentrums mit der Vorstadt erfolgte über Brücken beim Bussebart und vor dem Kröpeliner Tor, da vor dem Kröpeliner Tor der Wallgraben verlief. Dieser war ursprünglich Teil der mittelalterlichen Stadtbefestigung. Von 1890 bis ca. 1945 lagen in ihm die Gleise der Hafenbahn vom Rostocker Hauptbahnhof zum Stadthafen. Nach 1945 wurde er teilweise mit Trümmerschutt aufgefüllt.
Zur Kröpeliner-Tor-Vorstadt gehört die ehemalige Kasernenanlage des Großherzoglich-Mecklenburgischen Füsilierregiments Nr. 90 „Kaiser Wilhelm“, die heute als Universitätscampus genutzt wird.
In der Doberaner Straße 144 steht die ehemalige Spirituosenfabrik Anker Rostock (Foto), die Anfang 2012 von Lidl erworben wurde, um sie zu sanieren und mit einem Neubau zu ergänzen – auf dem Gelände entstanden u. a. ein Lebensmittelmarkt, eine Tiefgarage und 23 Wohnungen.
Um den Doberaner Platz und den Brink gibt es mehr bürgerlich geprägte Bauten, die Häuser in den planmäßig errichteten Straßenzügen waren eher Mietskasernen für Arbeiter. Diese boten nur einen niedrigen Wohnstandard. Die Toiletten befanden sich im Hof oder bestenfalls im Treppenhaus, die Wohnungen hatten 2 bis 6 Zimmer. Die Wohnungsnot nach dem Zweiten Weltkrieg führte zur Teilung großer Wohnungen, der Wohnkomfort wurde auch dann nicht besser. Erst die Sanierung nach 1990 machte aus der Kröpeliner-Tor-Vorstadt ein attraktives und, besonders bei Studierenden, beliebtes Stadtviertel. Die große Anzahl von Kneipen und Cafés begründet den Ruf der KTV als Szeneviertel.
Die Universität hat hier unter anderem ihre Fakultät für Wirtschafts- und Sozialwissenschaften und mehrere Kliniken.

## Sehenswertes

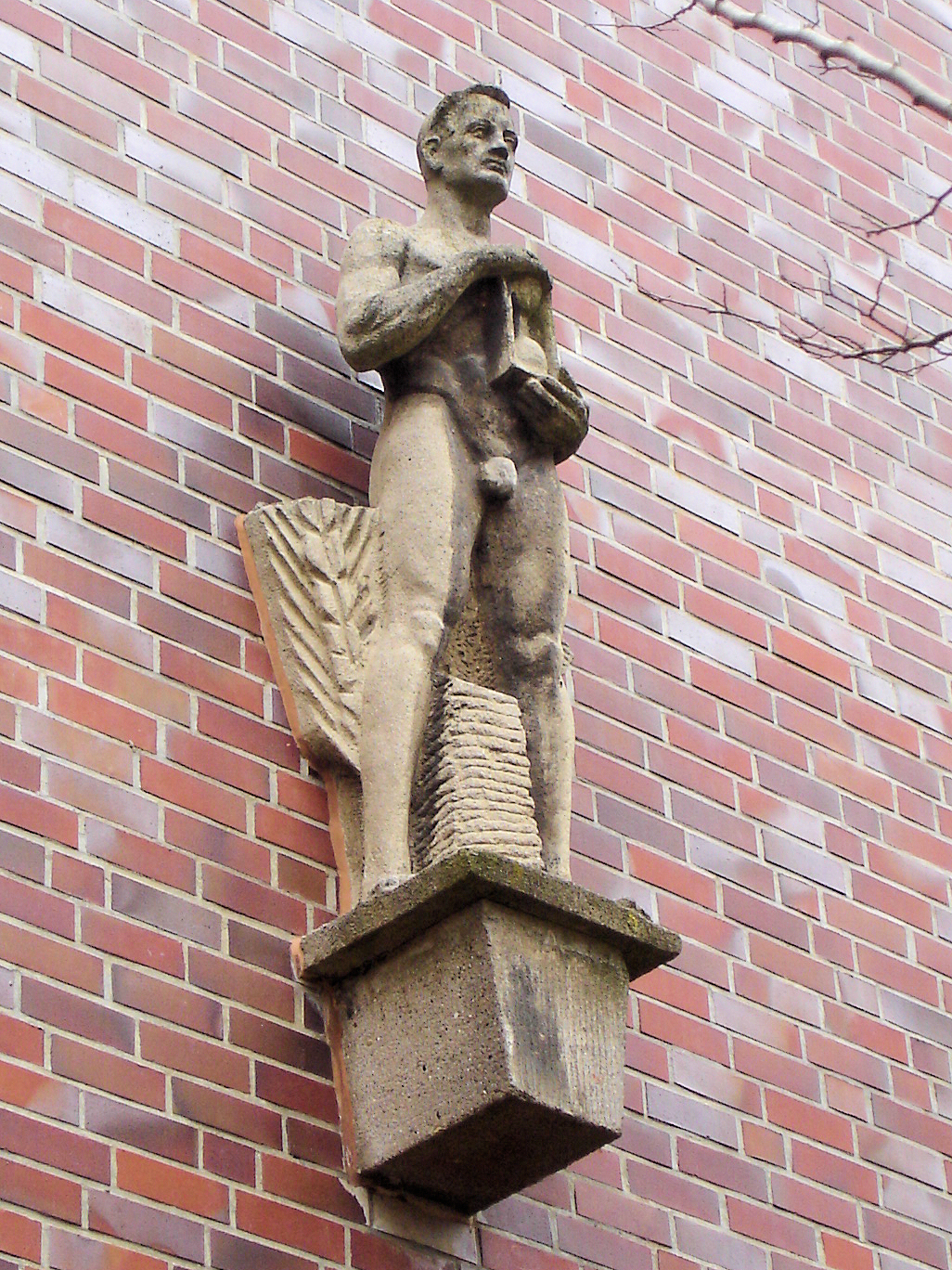
Allegorische Figur von Maximilian Preibisch am Hansa-Filmtheater

- Die Heiligen-Geist-Kirche an der Ecke Margaretenstraße und Borwinstraße ist ein neogotisches Kirchgebäude von 1908
- Das Volkstheater Rostock hat seine größte Spielstätte, das Große Haus, in der Doberaner Straße.
- Die Borwinschule, Gesamtschule Mitte mit gymnasialer Oberstufe Am Kabutzenhof 8, wurde 1912 gebaut.
- Das frühere Haus der Freundschaft (heute Peter-Weiss-Haus) liegt in der Doberaner Straße 21 und wurde von 1860 bis zu den 1930er Jahren in drei Abschnitten errichtet.
- Die Hanseatische Brauerei Rostock ist 1878 gegründet worden.
- Im Süden des Ortsteils liegt der Lindenpark, der frühere Alte Friedhof, mit dem Jüdischen Friedhof.
- Die katholische Christuskirche am Häktweg wurde von Ulrich Müther entworfen. Sie ersetzte die 1971 abgerissene Kirche am Schröderplatz.
- Die sechs allegorischen Figuren von Maximilian Preibisch von 1937 am Hansa-Filmtheater Rostock in der Maßmannstraße 14
- Denkmale: Siehe dazu die Liste der Baudenkmale in Rostock und die Liste der Denkmäler, Brunnen und Skulpturen in Rostock